# Парана (гора)
Пик Парана (порт. Pico Paraná) — самая высокая точка Южного региона Бразилии. Представляет собой гранитно-гнейсовую скальную формацию. Расположена в муниципалитете Антонина, в прибрежном водосборном бассейне в штате Парана. Гора принадлежит к группе гор Ибитиракире, что на языке тупи означает «зелёная гора». Была обнаружена немецким исследователем Рейнхардом Мааком в 1940-х годах во время его исследований Серра-ду-Мар в штате Парана, отсюда и её название.
Основной набор скальных массивов, составляющих пик Парана, образован пятью вершинами: самой вершиной Парана (также называемой ПП для краткости), Униао, Ибитирати, Камелос и Тупипиа. Ибитирати — самая высокая гранитная стена в Бразилии высотой 1050 м, с уклонами от 70° до 90°.

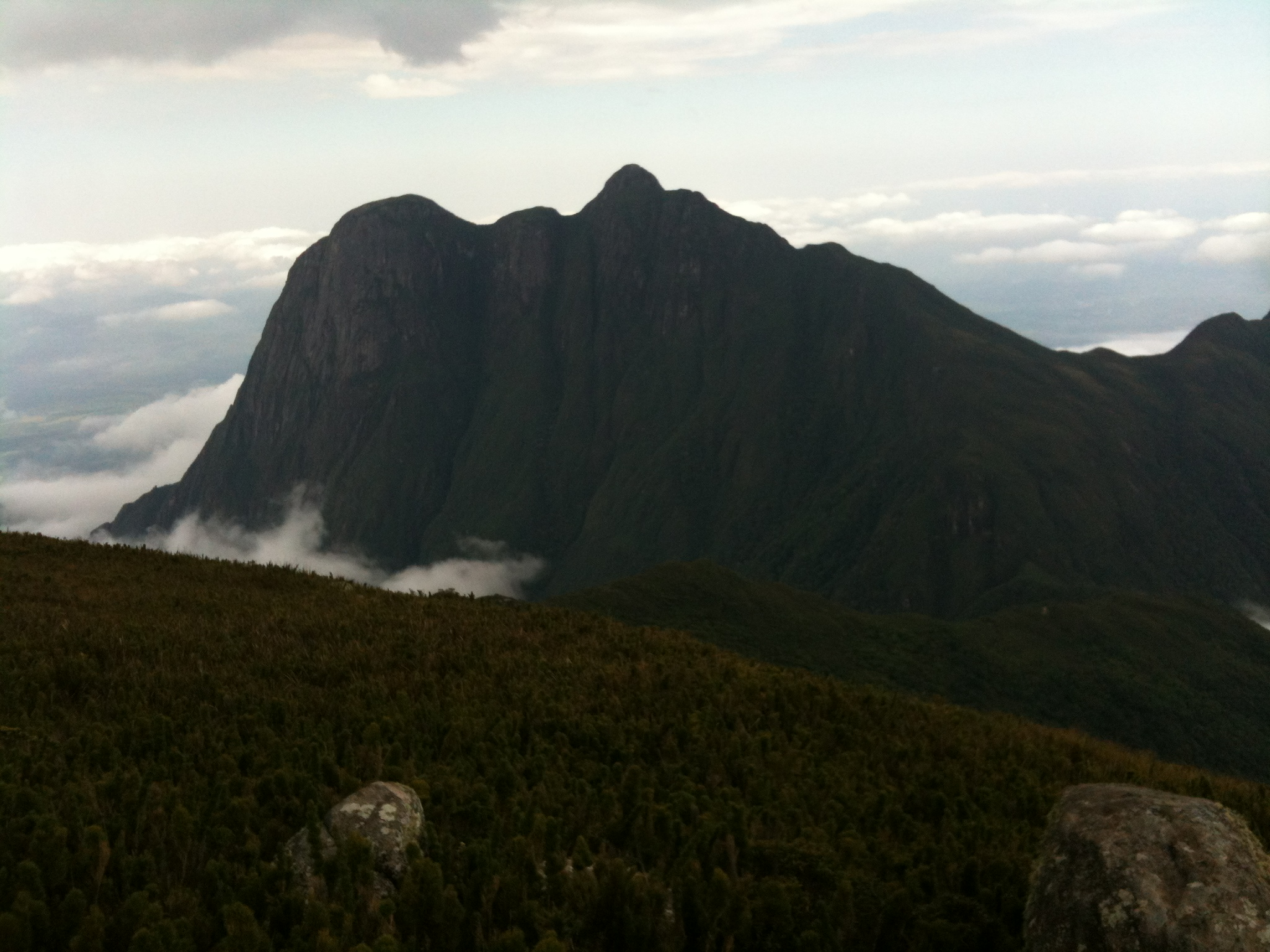
Пик Парана

В связи со своей экологической, исторической и социальной значимостью (массив даёт начало водам, снабжающим близлежащие общины), вся Серра-ду-Ибитиракире находится в охраняемой природной территории парка штата Пику-Парана, созданного в 2002 году и имеющего площадь 4333,8 гектаров.

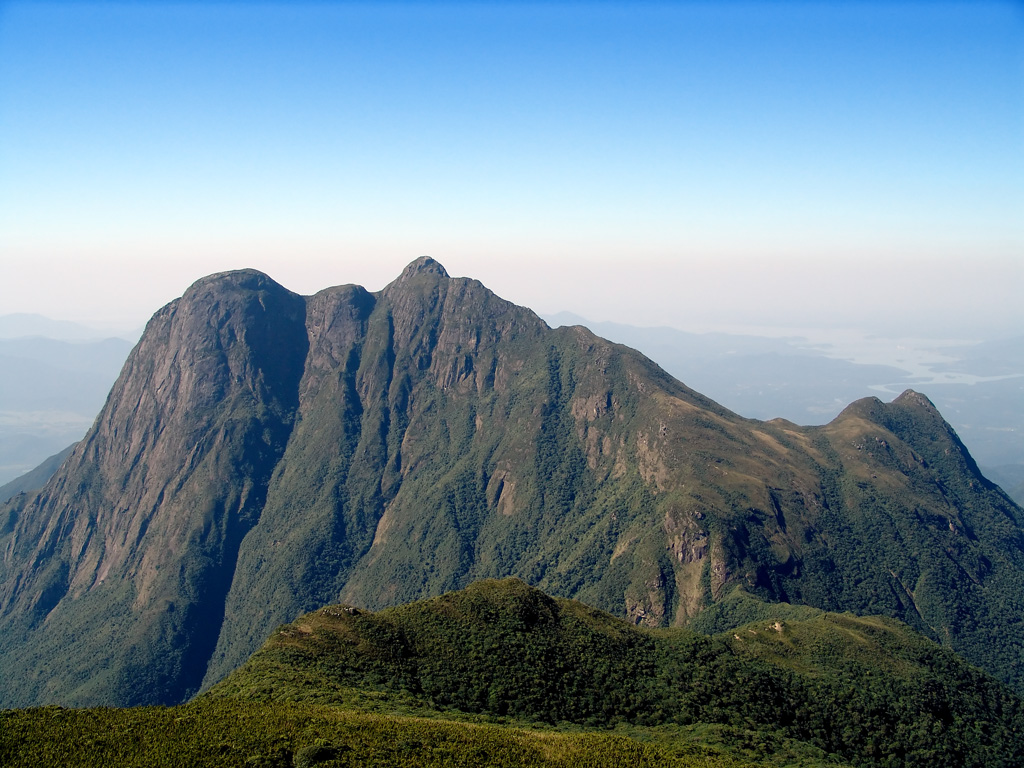
Пик Парана

## История
Основываясь на наблюдениях и тригонометрических исследованиях комплекса Марумби, Рейнхард Маак, эксперт по геологии и геоморфологии штата Парана, был уверен, что горы, наблюдаемые на севере, в то время ещё не имеющие названия, были самыми высокими точками в штате и в Южном регионе Бразилии. Между 1940 и 1941 годами Маак совершил семь экспедиций в различные точки горного хребта Серра-ду-Мар в Паране с целью получения новых измерений этих гор и составления заметок о фауне и геоморфологии посещённых районов. Основываясь на полученной информации и измерениях, он подтвердил свои первоначальные предположения и записал, что вершина Пику-Парана (так он тогда решил назвать самую высокую гору в этом секторе) имела высоту 1922 м. С тех пор она была признана самой высокой горой в Паране и Южном регионе Бразилии. До этого самой высокой горой в штате считалась гора Олимпо в Марумби, высота которой была пересмотрена до 1547 метров, также на основании недавних измерений.
В 1992 году измерения вершин комплекса Марумби были проведены тремя командами из Федерального университета Параны. Измерение, проведенное для вершины Параны, составило 1877,392 м, и это измерение официально принято с тех пор.